# Radka Bednaříková
Radka Bednařiková (* 18. Dezember 1990) ist eine tschechische Fußballspielerin, die als Torhüterin agiert und sieben Jahre lang (außer 2011) auf dieser Position für die A-Nationalmannschaft spielte.

## Karriere

### Vereine
Bednařiková spielte bereits im Alter von 15 Jahren im Seniorinnenbereich für den DFC Compex Otrokovice in der I. liga žen, der höchsten Spielklasse im tschechischen Frauenfußball. Von 2006 bis 2010 „hütete“ sie das Tor des Nachfolgevereins 1. FC Slovácko, bevor sie im Rahmen eines Leihgeschäftes mit dem FC Zbrojovka Brünn, für diesen in der Saison 2010/11 aktiv wurde. Danach war sie eine Saison lang für die Frauenfußballmannschaft des FC Baník Ostrava tätig, bevor sie zum 1. FC Slovácko zurückgekehrt, für diesen bis zum Saisonende 2015/16 in der höchsten Spielklasse agierte. Vom 17. April 2017 bis zum 28. September 2017 kam sie für den in der II. liga žen vertretenen Lokomotiva Brno – Horní Heršpice als Leihspielerin in neun Punktspielen zum Einsatz. Danach trat sie für die Frauenfußballmannschaft des SK Sigma Olmütz in Erscheinung. Von Januar bis Juni 2022 gehörte sie erneut dem 1. FC Slovácko in der höchsten Spielklasse an. Nach einer eineinhalb Jahre währenden Zeit ohne Verein, gehört sie seit Beginn des Jahres 2024 ein weiteres Mal dem 1. FC Slovácko an. Seit der Saison 2006/07 drittstärkste Kraft in den Meisterschaften (neben den Dauerrivalen Slavia und Sparta Prag), belegte sie bislang sechs Mal mit ihrer Mannschaft den dritten Platz.

### Nationalmannschaft
Ihr Debüt als Nationalspielerin für den FAČR gab sie am 8. April 2006 in der U19-Nationalmannschaft beim 5:0-Sieg im Freundschaftsspiel gegen die U19-Nationalmannschaft Sloweniens in Hovorany mit Einwechslung für Lucie Roubíčková zur zweiten Spielzeit. Ein erneutes Kräftemessen mit dieser Mannschaft ergab sich am 2. März 2007 in Mikulov beim 7:0-Sieg und abermals mit Einwechslung für Lucie Roubíčková zur zweiten Spielzeit. Drei weitere Länderspiele bestritt sie in der 1. Qualifikationsrunde (25. – 30. September 2008) im Hinblick auf die Teilnahme an der Europameisterschaft 2009.
Für die A-Nationalmannschaft wurde sie 24 Mal in Länderspielen berücksichtigt. Ihr Debüt erfolgte am 26. November 2010 in Győr beim 4:3-Sieg im Freundschaftsspiel gegen die A-Nationalmannschaft Ungarns über 90 Minuten. Erst am 19. September 2012 kam sie zu ihrem zweiten A-Länderspiel; in Jerewan wurde die Nationalmannschaft Armeniens im letzten Spiel der EM-Qualifikationsgruppe 7 mit 2:0 bezwungen. Im Spieljahr 2013 bestritt sie vier Länderspiele, davon zwei  bei der Teilnahme ihrer Mannschaft am Turnier um den Slavic Cup 2013 auf der kroatischen Halbinsel Istrien (2. Spiel Gruppe B und das mit 2:4 i. E. verlorene Finale gegen die Nationalmannschaft Russlands), eins am 20. August bei der 1:4-Niederlage gegen die Nationalmannschaft Polens im Turnier um den Balaton-Cup, das in Balatonfüred auf Platz 3 von vier teilnehmenden Mannschaften abgeschlossen wurde und das erste Spiel am 26. Oktober in der WM-Qualifikationsgruppe 2, dem sie im weiteren Verlauf das vierte bis siebte sowie das neunte und zehnte Spiel hinzufügte.
Zwischen zwei Freundschaftsspielen (1:1 vs. Polen am 28. Oktober 2014 in Náchod, 1:0 vs. Portugal am 7. April 2015 in Viseu) bestritt sie zwei Spiele im Turnier um den Zypern-Cup 2015 (1. und 3. Spiel Gruppe C; wie auch 2016). Nachdem sie im zweiten, vierten und fünften Spiel der EM-Qualifikationsgruppe 6 zum Einsatz gekommen war, beendete sie mit ihren letzten drei Einsätzen in der Gruppe C im Turnier um den Zypern-Cup 2017 ihre Länderspielkarriere. Die 2:6-Niederlage am 8. März 2017 gegen die Nationalmannschaft Italiens in Paralimni war ihr 24. A-Länderspiel.

## Erfolge
Nationalmannschaft
- Slavic-Cup Finalist 2013

1. FC Slovácko
- Dritter Tschechische Meisterschaft 2007 – 2011, 2016

DFC Compex Otrokovice
- Dritter Tschechische Meisterschaft 2006